# Arctosa laminata
Arctosa laminata är en spindelart som beskrevs av Yu och Song 1988. Arctosa laminata ingår i släktet Arctosa och familjen vargspindlar. Inga underarter finns listade i Catalogue of Life.

## Bildgalleri

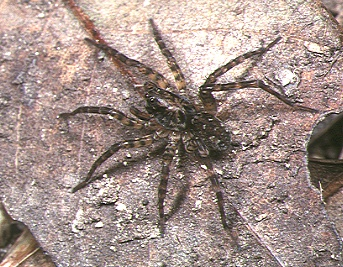